# Patokryje
Patokryje (en allemand : Patokrey ou Pattogrö) est une commune du district de Most, dans la région d'Ústí nad Labem, en République tchèque. Sa population s'élevait à 446 habitants en 2021.

## Géographie
Patokryje se trouve à 6 km à l'est du centre de Most, à 31 km au sud-ouest d'Ústí nad Labem et à 71 km au nord-ouest de Prague.
La commune est limitée par Obrnice à l'ouest et au nord, par Lužice à l'est et par Korozluky au sud.

## Histoire
La première mention écrite du village remonte à 1343.

## Transports
Par la route, Patokryje se trouve à 7 km de Most, à 40 km d'Ústí nad Labem et à 90 km de Prague.